# 第57軍 (日本軍)
第57軍（だいごじゅうななぐん）は、大日本帝国陸軍の軍の一つ。

## 沿革
本土決戦（陸軍省コードネーム決号作戦、米軍コードネームオリンピック作戦）向けの部隊であり、大東亜戦争（太平洋戦争・第二次世界大戦）末期の1945年（昭和20年）4月8日に編成完結、第16方面軍隷下に入った。
本軍団の本営は、鹿児島県囎唹郡財部町（現・曽於市）に在って、本土決戦に突入した場合、米陸軍を中心とする連合国軍の南九州上陸作戦で適地になると予想された鹿児島県大隅半島東海岸および宮崎県太平洋（日向灘）沿岸の守りに備えていた。

ところが同年8月15日、第42代内閣総理大臣鈴木貫太郎がポツダム宣言を受諾して帝国陸海軍は降伏。これを受けて本軍は武装解除させられ、当初の設立目的だった本土決戦で活躍することなく、その任務を終えた。

## 軍概要

### 司令官
- 西原貫治中将（陸士23期）：1945年（昭和20年）4月6日 - 終戦

### 参謀長
- 吉武安正少将（陸士33期）：1945年（昭和20年）4月6日 - 終戦

### 最終司令部構成
- 司令官：西原貫治中将
- 参謀長：吉武安正少将
- 高級参謀：延原威郎大佐
- 高級副官：小沢政行中佐
- 経理部長：池永達二主計大佐
- 軍医部長：近野寿男軍医大佐

### 最終所属部隊
- 第86師団：芳仲和太郎中将[1]
- 第154師団：二見秋三郎少将[2]
- 第156師団：樋口敬七郎中将[2]
- 独立混成第98旅団：黒須源之助少将[3]
- 独立混成第109旅団：千田貞雄予備役中将[4]
- 独立戦車第5旅団：高沢英輝大佐[5]
- 独立戦車第6旅団：松田哲人大佐[5][注釈 1]
- 第1砲兵司令部（宮崎）：竹田政一少将[8]
  - 砲兵情報第6連隊：加藤金治少佐
  - 独立野砲兵第28大隊：植田八郎大尉
  - 独立山砲兵第19連隊：津田三郎中佐
  - 野戦重砲兵第13連隊：真子茂中佐 　
  - 野戦重砲兵第54連隊：江頭昴三大佐  　
  - 独立重砲兵第40大隊 　 　 　
  - 独立重砲兵第43大隊 　 　 　
  - 自走砲第5大隊 　 　 　
  - 自走砲第7大隊 　 　 　
  - 噴進砲第2大隊：谷口義雄少佐　
  - 噴進砲第4大隊 　 　
  - 迫撃砲第20大隊 　 　 　
  - 迫撃砲第26大隊：斎藤敏治郎大尉 　 　
  - 迫撃砲第28大隊：山下知大尉
- 第3工兵隊司令部（財部）：金井満少将[8]　 
  - 独立工兵第72大隊：佐藤十二大尉 　 　
  - 独立工兵第82大隊 　 　 　
  - 独立工兵第120大隊 　 　 　
  - 独立工兵第121大隊
- 第7野戦輸送司令部（庄内）：椎橋侃二少将　  
  - 独立自動車第34大隊：信濃亀五郎少佐

其他直轄部隊
- 電信第41連隊：確井恒三中佐
- 第65兵站地区隊本部
- 第13野戦勤務隊本部
- 第32野戦勤務隊本部
- 第4野戦建築隊本部：梶田俊一少佐
- 第99兵站病院

### 鋒決号作戦計画に於る編成[9]
（第57軍）
- 種子島守備隊（劍閃兵団）
  - 独立混成第109旅団
  - 船舶工兵第31連隊（第1中隊の1小隊）
  - 電信第41連隊（無線1分隊）
  - 特設警備第207・208中隊
  - 種子島、屋久島地区特設警備隊
  - 熊毛郡連合義勇戦闘隊

- 第86師団（大隅集団）
  - 独立混成第98旅団（堅志兵団─重砲兵第15連隊第16大隊の半分欠）
  - 仮編独立歩兵第5・第6大隊
  - 独立戦車第6旅団（集成軽戦車中隊）
  - 迫撃砲第21・第26大隊
  - 電信第41連隊（無線1分隊）
  - 特設警備第205中隊
  - 陸上勤務第147中隊（2分隊）
  - 鹿児島地区第14～第17（財部町、末吉町欠）、宮崎地区第13特設警備隊
  - 有明地区、鹿児島湾東岸地区海軍平射砲台
  - 鹿児島県肝属郡、曽於郡（財部町、末吉町戦闘隊欠）、宮崎県南那珂郡連合義勇戦闘隊

- 第156師団（護西兵団）
  - 独立自動車第34大隊（1中隊）
  - 宮崎地区第6～第9特設警備隊
  - 宮崎地区海軍平射砲台（一部）
  - 宮崎県宮崎市、宮崎郡、東諸県郡連合義勇戦闘隊

- 第154師団（護路兵団）
  - 独立野砲第28大隊
  - 迫撃砲第28大隊
  - 独立自動車第34大隊（1中隊）
  - 宮崎地区第5・第6特設警備隊
  - 宮崎地区海軍平射砲台（一部）
  - 宮崎県児湯郡（都農戦闘隊欠）連合義勇戦闘隊

- 第212師団（菊池兵団）
  - 特設警備隊第204中隊
  - 宮崎地区第1～第4特設警備隊
  - 細島海軍特攻基地司令（陸戦実施に関し）
  - 宮崎県延岡市、東臼杵郡、西臼杵郡連合義勇戦闘隊、都農国民義勇戦闘隊

- 第25師団（國兵団）
  - 独立山砲第19連隊
  - 迫撃砲第4大隊
  - 第65兵站地区隊本部（鹿児島地区第12、宮崎地区第10特設警備隊、鹿児島県姶良郡、宮崎県西諸県郡連合義勇戦闘隊属）
  - 兵站勤務第65中隊
  - 独立自動車第56大隊（3中隊欠）

- 独立戦車第5旅団（躍部隊）[注釈 2]
  - 戦車第37連隊（独立戦車第6旅団機関砲隊、軽重隊の各1中隊、独立戦車第6旅団整備隊の1分隊属）

- 第1挺進戦車隊（襲部隊）─（第1挺進団の編成部隊）

- 軍砲兵隊（勇部隊）
  - 第1砲兵司令部
  - 砲兵情報第6連隊
  - 野戦重砲兵第13・第54連隊　
  - 自走砲第5・第7大隊
  - 重砲兵第15連隊（第1大隊の半部）
  - 独立重砲兵第9・第41第・43大隊
  - 噴進砲第2大隊
  - 機関砲第21大隊（第2中隊）
  - 牽引車第11中隊（1小隊、第12中隊）
  - 海軍12加農砲（2門）

- 軍防空隊（制部隊）
  - 高射砲第136連隊（3中隊欠）
  - 独立高射砲第55・第56中隊
  - 機関砲第21大隊（1中隊欠）
  - 独立機関砲第12・第26・第27・第31～33中隊
  - 特設第1～3機関砲隊
  - 海軍第3・第6機関砲隊

- 軍工兵隊（智部隊）
  - 第3工兵隊司令部
  - 独立工兵第72（1中隊欠）・第82・第120大隊
  - 独立自動車第34大隊（1分隊）
  - 第50野戦道路隊
  - 第32野戦勤務隊（陸上勤務第5中隊と2小隊欠）
  - 第6工事隊
  - 特殊漁撈第31班（第1港湾設定隊属）
  - 特殊漁撈第32班（第2港湾設定隊属）

- 軍通信隊（晶部隊）
  - 電信第41連隊（無線2分隊欠）
  - 第72独立通信作業隊

- 宮崎地区司令部
  - 隷下地区特設警備隊
  - 国民義勇戦闘隊（一部欠）
  - 鹿児島地区司令官隷下の国民義勇戦闘隊（一部）

- 軍輸送隊（仁部隊）
  - 第7野戦輸送司令部
  - 独立自動車第34大隊（第3中隊及3分隊欠）
  - 同　第56大隊の1中隊（1分隊欠）
  - 第13野戦勤務隊本部
  - 陸上勤務第144中隊（2小隊欠）
  - 陸上勤務第147中隊（2小隊及2分隊欠）
  - 建築勤務第516中隊の1小隊
  - 宮崎地区第11・第12特設警備隊
  - 鹿児島地区財部町、末吉町特設警備隊
  - 宮崎県都城市、北諸県郡連合義勇戦闘隊
  - 鹿児島県財部町、末吉町国民義勇戦闘隊
  - 第4野戦建築隊本部（建築勤務第54・第516中隊属）
  - 第99兵站病院
  - 都城、唐瀬原、新田原各陸軍病院
  - 軍防疫部（西部軍管区防疫部第3支部）
  - 門司陸軍輸送統制部鹿児島出張所
  - 大本営通信隊傍受班

- 軍兵器廠
  - 小倉陸軍兵器補給廠財部分廠
  - 独立自動車第516大隊の1分隊
  - 陸上勤務第147中隊の1分隊

- 軍貨物廠
  - 第57軍臨時貨物廠
  - 独立自動車第34大隊の2分隊
  - 陸上勤務第144中隊の2小隊

- 船舶輸送処理班

- 築城作業隊（陸上勤務第146中隊の1小隊基幹）

- 農耕作業隊（陸上勤務第149中隊の1小隊─軍経理部長区処）

- 現地自活隊（陸上勤務第147中隊の1小隊─軍兵器部長指揮、第25師団差出兵力基幹のもの─軍経理部長区処）

- 直轄区処部隊
  - 第77師団主力（警備宿営に関し）
  - 石川大尉指揮の随伴憲兵（作戦協力業務に関し）
  - 軍作戦地域内にある軍事鉄道機関、鉄道部隊、鉄道機関（鉄道中継輸送実施に関し）
  - 大本営第2通信隊の一部（電報取り扱いに関し）